# Harold Albert Wilson

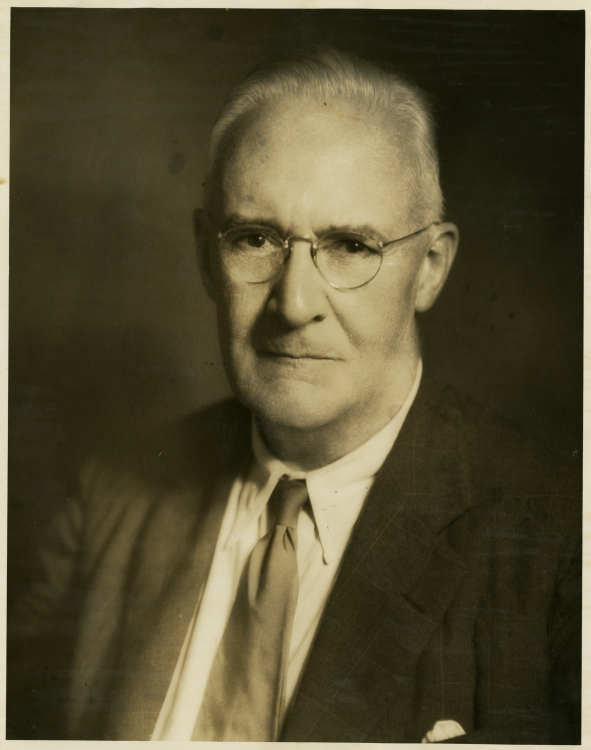
Harold Albert Wilson

Harold Albert Wilson FRS (1 de dezembro de 1874 – 1964) foi um físico inglês.

## Início da vida
Wilson nasceu em York, filho Albert William Wilson, um gerente de mercadorias da North British Railway. Sua mãe, Anne Gill, era filha de um fazendeiro e estalajadeiro de Topcliffe.
Wilson recebeu sua educação básica St Olave's Grammar School. Ele então começou seus estudos em ciência na Victoria University College em Leeds, e depois na University College London, graduando como Bacharel em Ciências em 1896. Ele então foi para a Universidade de Cambridge para obter os títulos de Bacharel em Artes e de Doutor em Ciências.

## Publicações
- Electrical Conductivity of Flames (1912)
- Experimental Physics (1915)
- Modern Physics (1928)
- Mysteries of the Atom (1934)